# 쉽볼렛

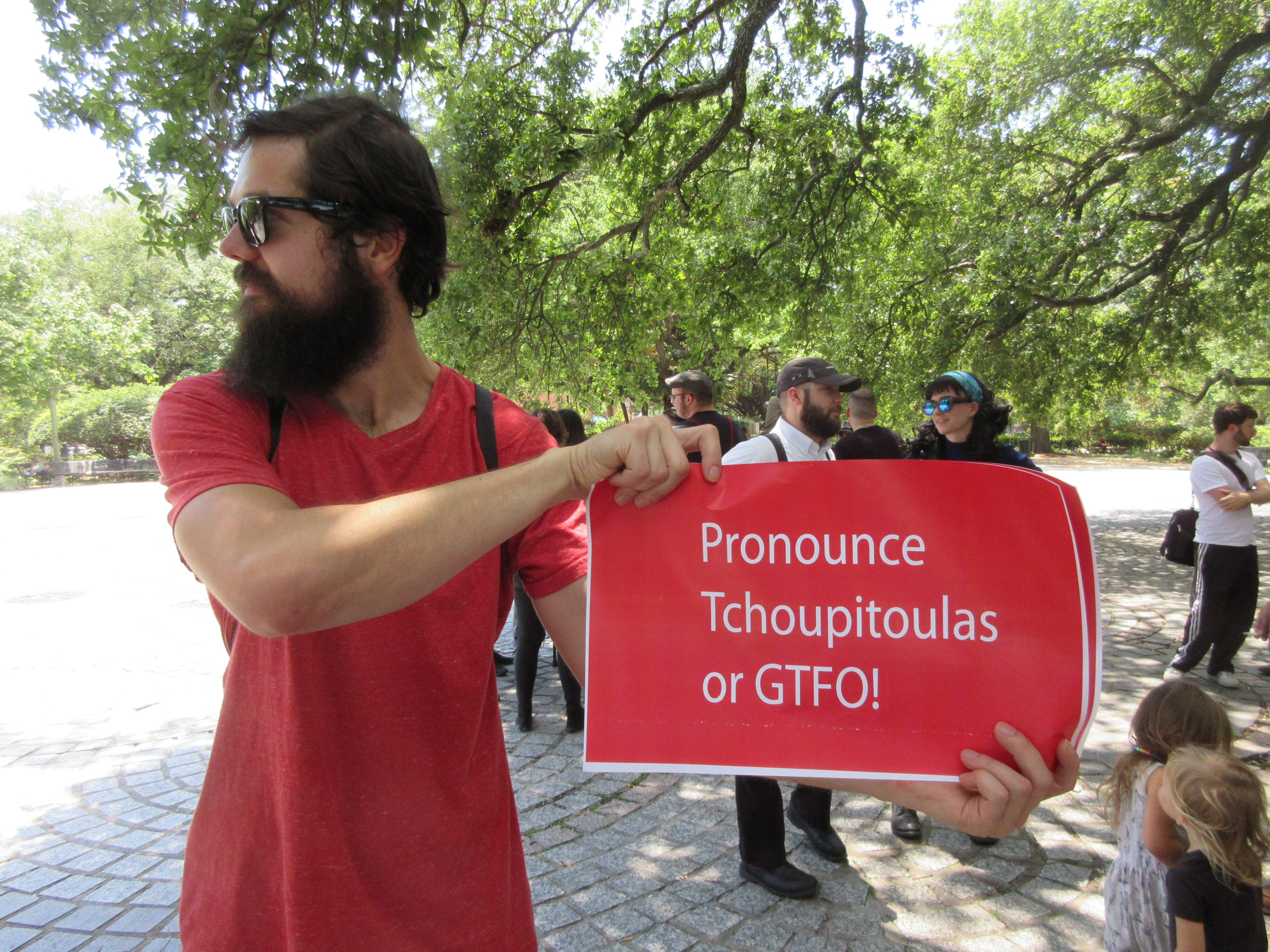

쉽볼렛(히브리어: שבולת Shibboleth →강가, 시내) 또는 시볼레트[*]란 어떤 특정한 집단이 다른 집단 또는 외부인을 구별해 내기 위해 사용하는 단어나 문구이다.

## 유래
구약성서 사사기 12장에 따르면, 요르단강을 사이에 둔 길르앗과 에브라임이라는 요셉의 두 지파 사람들 사이에 다툼이 벌어져 치열한 전투가 벌어졌다. 전투에서 패배한 에브라임 사람들이 보복을 피해 그들의 땅으로 돌아가려면 요르단강을 건너야 하는데, 강나루터에는 이미 길르앗 사람들이 길목을 지키고 있었다. 같은 민족이기에 겉모습으로 누가 어느쪽 사람인지 알 수 없었는데, 어느 길르앗 사람이 에브라임인들이 /sh/ 소리를 잘 내지 못하는데 착안하여, 강나루를 찾는 사람들에게 쉽볼렛이란 발음을 시켜 보았다. 이 과정에서 /sh/를 /s/ 소리로 내는 에브라임인들이 모두 죽임을 당했는데, 그 수가 4만 2천명에 달했다고 한다.

## 전쟁 및 학살 중의 쉽볼렛
- 네덜란드어
  - Schild en vriend: 1302년 지금의 벨기에 플란데런 지역의 민병대가 프랑스 점령군 주둔부대를 야간 기습했을 때 사용했다고 한다. 이 이야기는 네덜란드어를 모어로 하는 프랑스계 주민이 그 지역에 많았다는 점과 플랑드르인 중에도 프랑스어 식으로 발음하는 주민이 많았다는 점에서 신빙성에 문제가 있다고 한다.
  - Scheveningen: 어두의 Sch를 네덜란드어로는 두 음절인 [sx], 독일어로는 한 음절인 [ʃ]로 발음한다. 제2차 세계 대전 당시 네덜란드 레지스탕스들은 이 단어를 나치에서 보낸 밀정을 색출하는데 사용했다.
- 영어
  - Flash - Thunder - Welcome: 노르망디 상륙작전 때 미군병사들의 암구호에 사용되었다. 마지막 구호인 welcome은 독일인을 구분하기 위해 사용되었다. (독일어에서는 w를 영어의 v음으로 발음)
- 아제르바이잔어
  - Fundukh: 아제르바이잔에서 아르메니아인을 색출할 때 사용했다.
- 우크라이나어
  - паляниця: 근대에는 우크라이나의 민족주의자들과 마흐노의 혁명부대, 현대에는 러시아-우크라이나 전쟁 중 러시아인들을 구별하기 위해 사용하였다.
- 일본어
  - 15円 50銭 주고엔 고주센[*]→15원 50전, がぎぐげご 가기구게고[*]: 간토 대지진의 조선인 학살사건 때 조선인을 구별하기 위해 일본 자경단이 사용하였다.
- 스페인어
  - Perejil: 도미니카 공화국인들이 리오 학살 때 아이티 이민자들을 구별하기 위해 사용했다.(아이티는 프랑스어가 공용어)
- 시칠리아어
  - Ciciri: 1200년대에 시칠리아 토착민들이 노르만 프랑스 군대를 구별할 때 사용했다. 현대 이탈리아어의 c 발음은 여전히 프랑스인에게 어렵다.
- 카탈루냐어
  - Setze jutges: 에스파냐 왕위계승전쟁 때 바르셀로나 방어군이 다른 에스파냐인들을 구별하기 위해 사용했다.
- 포르투갈어
  - Pão: 파라과이 전쟁 때 브라질 군인이 파라과이 민간인을 구분할 때 사용했다. 파라과이인들은 비음 발음을 잘 하지 못하고 pao이나 pan으로 발음했다.
- 핀란드어
  - Höyryjyrä[høyryjyræ]: 제2차 세계 대전 중 핀란드 군인들은 이 단어를 암호로 자주 사용했는데, 정확한 발음은 핀란드인이 아니면 내기 힘들었다. 주 식별대상은 러시아인들이었다.

## 같이 보기
- 은어 (언어학)
- 암구호
- 피아식별장치
- 특수용어
- 언어학
- 음운론
- U 영어와 non-U 영어